# Пауэр, Падди
Патрик «Падди» Пауэр (англ. Patrick «Paddy» Power; 19 ноября 1928, Нейс — 14 августа 2013, Кара) — ирландский политик, министр рыболовства и лесного хозяйства (1979—1981), министр промышленности, торговли и туризма и министр обороны (1982). Член партии Фианна Файл.

## Биография
До прихода в политику Падди Пауэр работал школьным учителем. В 1969 году он был избран в Палату представителей Ирландии от партии Фианна Файл.
С 12 декабря 1979 года по 30 июня 1981 года Пауэр был министром рыболовства и лесного хозяйства, а с 9 марта по 14 декабря 1982 года — министром обороны. В октябре 1982 года, после отставки Десмонда О’Мэлли, решившего бороться за руководство партией, он непродолжительное время был министром промышленности, торговли и туризма. С 1977 по 1979 год Пауэр также был депутатом Европейского парламента.
Падди Пауэр ушёл из политики после выборов 1989 года. Его сын, Шон Пауэр, также был членом Палаты представителей и государственным министром. Другой сын, Джей Джей Пауэр, был членом совета графства Килдэр от Зелёной партии.
Падди Пауэр умер 14 августа 2013 года в своём доме в деревне Кара.